# 嘉悅

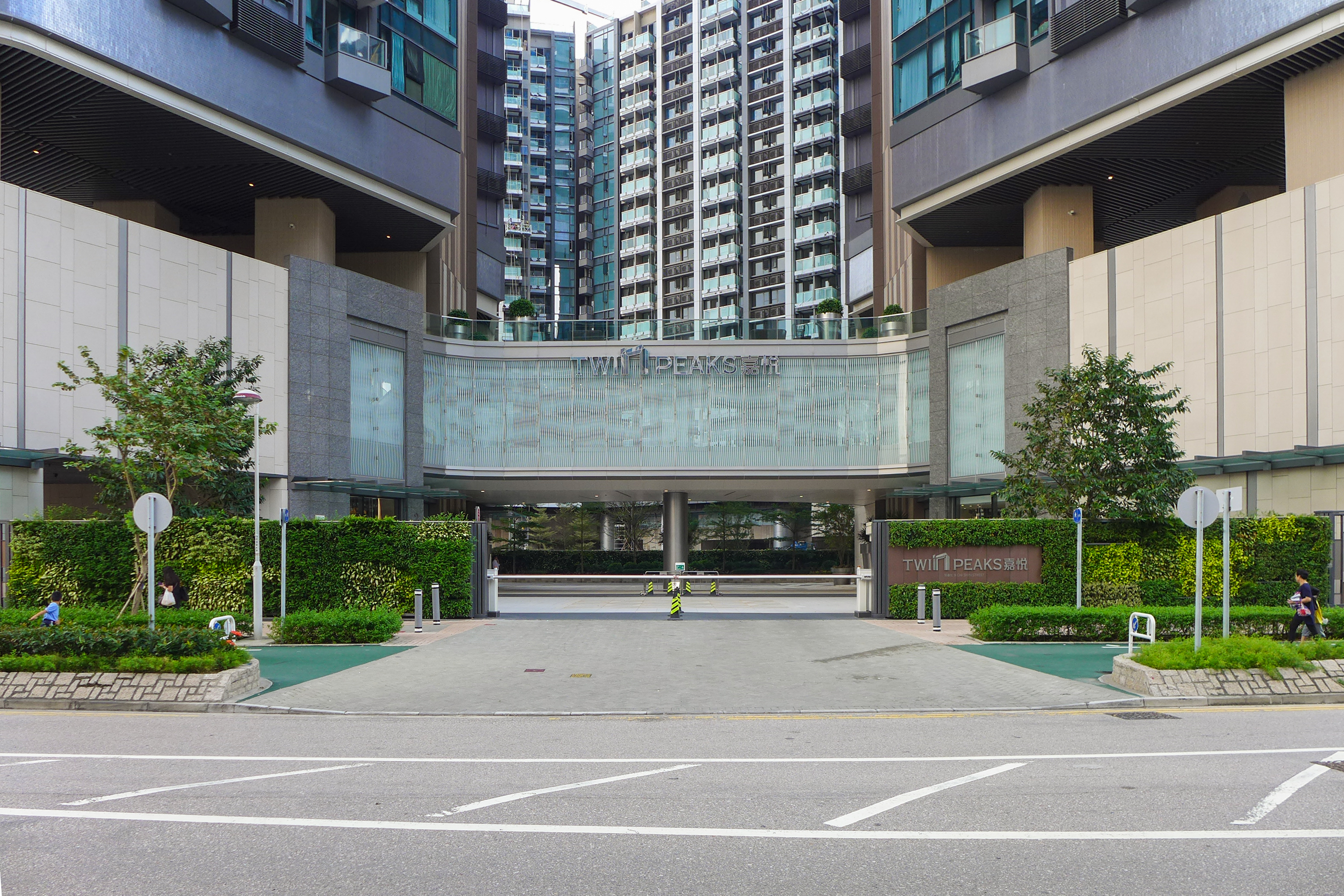
嘉悅車道入口

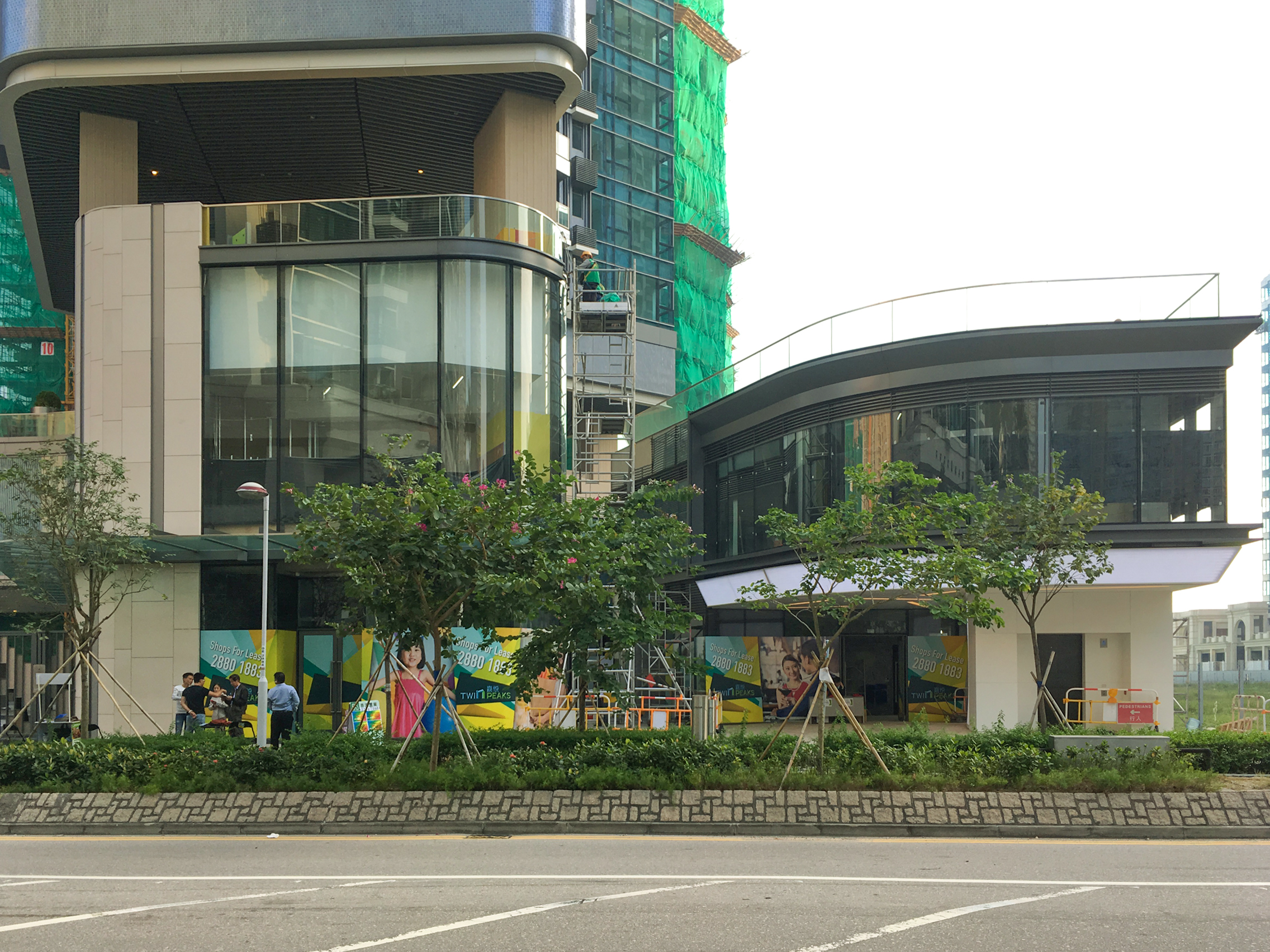
嘉悅商場

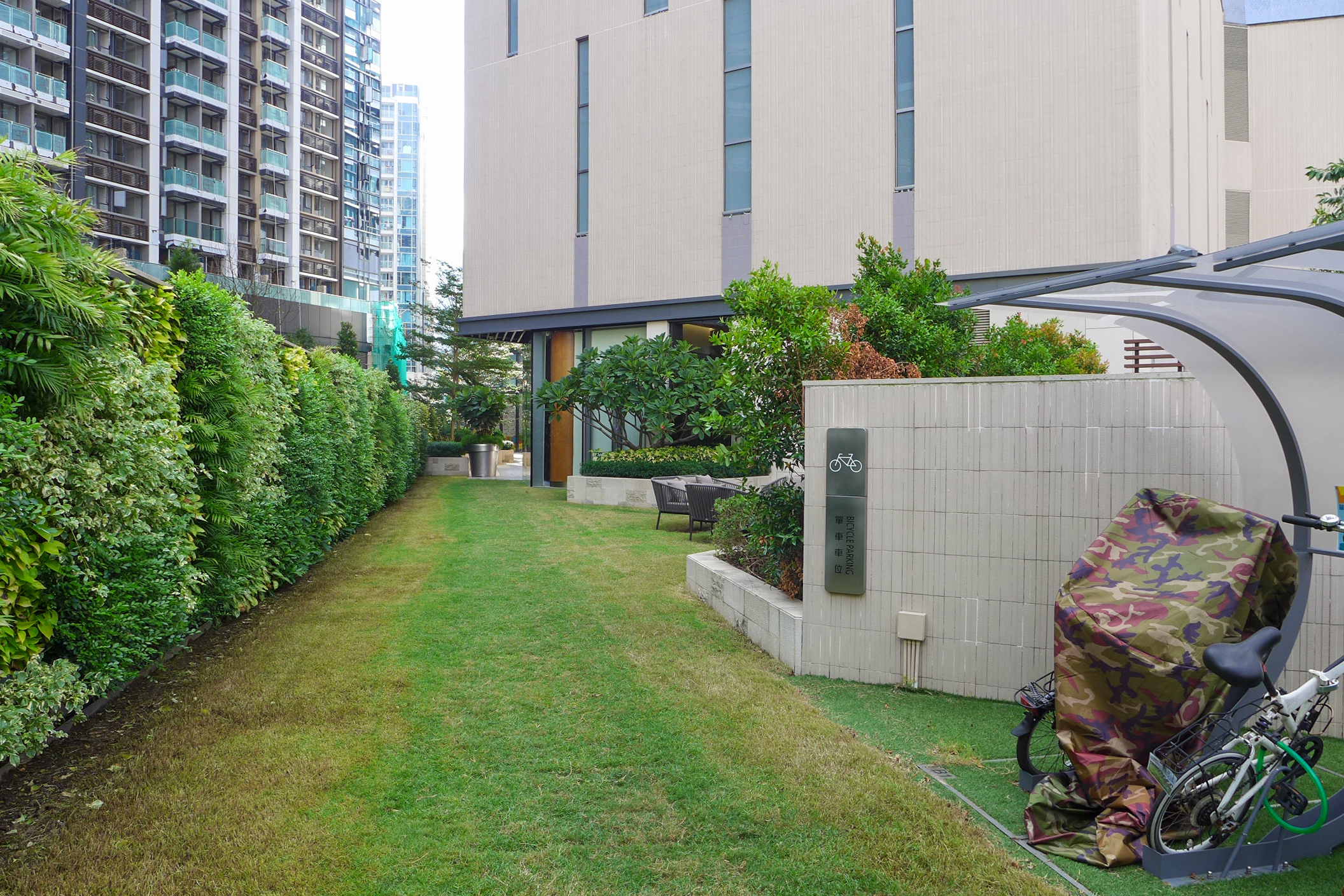
地面設有14個單車位供可住戶租用

嘉悅（英語：Twin Peaks），位於香港新界將軍澳至善街9號，是嘉華國際集團旗下的私人住宅屋苑，由佳盛建築承建，建築師為王董建築師事務。項目於2015年前命名為稱The Big East。物業分為兩座樓高25層的大廈，設計特色為雙拱門設計（是第4個採此類設計的樓宇），共提供372個單位，2015年3月中開售，於2016年6月入伙。管理公司為仲量联行，每呎管理費逾3.9元。

## 單位
物業分為兩座樓高24層的大廈，每層一梯九伙，提供372伙單位，採1房至4房間隔，實用面積約300餘至約1,700餘平方呎，主打2房及3房，佔約七成。其中105伙單位採用開放式廚房設計，只設電磁爐煮食。而單位樓底高度為3.325米，比同區其他項目樓底高。
物業有21伙屬特色單位，包括8伙複式戶和13伙連平台戶，實用面積由324至1,743平方呎，複式戶以招標形式推售。
所有樓宇均採用三菱電機提供的升降機。

## 設施
屋苑地下至1樓為住客會所及商場，2樓為有蓋園林。住客會所總面積達14,565平方呎，由ACD蔡明治負責設計。設施包括18米長室外游泳池、健身室、多用途室內運動場、派對天地、露天茶座、鋼琴房、兒童遊樂場及宴會廳等設施。另外亦設有14個單車位供可住戶租用。
地庫至地下設停車場，提供165個車位。

## 商場
屋苑設小型商場，樓高2層，租戶包括陳儀興飯店，英藝幼稚園及地產代理。

## 宣傳推廣
嘉悅的廣告宣傳「以嘉多一點、悅目新角度」為主題。廣告亦運用航拍及GoPro錄像器材拍攝，展示西貢及將軍澳景色。另外，在2017年9月，嘉華地產向香港大學建築學院捐贈本項目的建築模型（曾於售樓時使用），以供建築學課程學生教學用途。

## 事件
2018年9月16日，受強颱風山竹影響，停車場和機房被黃泥積水沖入，其中B1及B2地庫被海水淹浸，約30部車，包括兩架價值408至500萬的兰博基尼跑車。到下午4時左右，管理處通知住客停水停電，到9月19日晚上電力才逐漸恢復。有住客自行搬到酒店暫住。管理處表示已提供大量食水及乾糧供住戶免費採用，但未有提及賠償方案。
2021年因為山竹的賠償足夠，管理處有盈餘，令嘉悅成為全將軍澳南唯一可以選擇免收管理費或退還管理費於住戶的屋苑。

## 毗鄰
- 中央大道
- The Parkside
- 天晉IIIB
- 播道書院

## 興建圖片

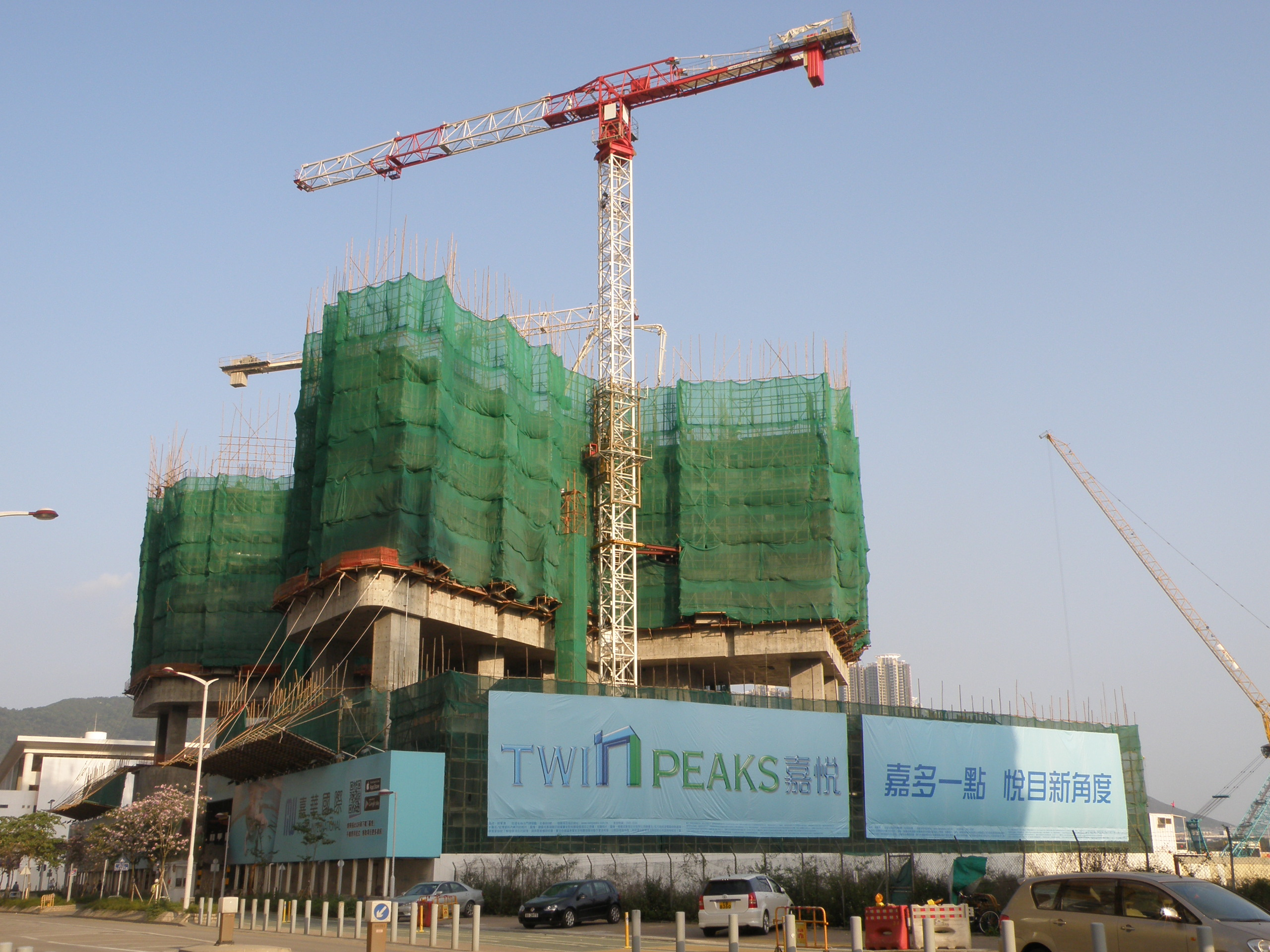
建築中的嘉悅（2015年3月）
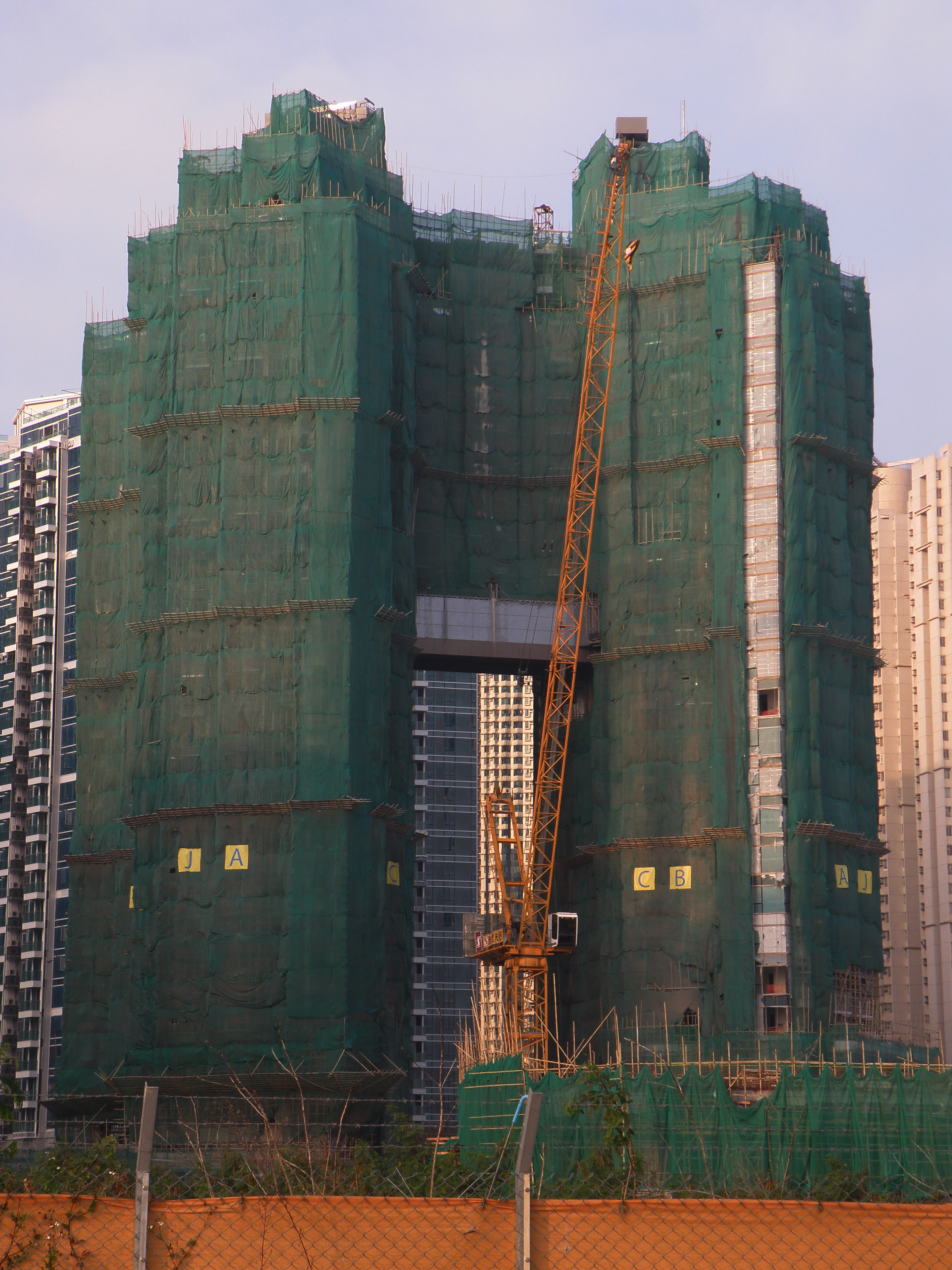
嘉悅外型以區內罕見的拱門雙子式設計（2016年1月）